# Hãn quốc Đột Quyết
Hãn quốc Đột Quyết (chữ Turk:  türk), hoặc gọi Hãn quốc Turk, là nhà nước liên minh bộ lạc lấy du mục làm ngành nghề chính, nổi lên ở phía bắc sa mạc Gobi (tức khu vực Mông Cổ ngày nay) vào giữa thế kỉ VI.
Có nhiều lối nói liên quan đến khởi nguyên của người Turk, nhiều ý kiến và thông tin đóng góp, có các giả thuyết như Hung Nô, Thiết Lặc, Đinh Linh, Trung Nguyên, Ô Tôn, v.v
Hãn quốc Đột Quyết nguyên thủy do bộ lạc A Sử Na và A Sử Đức kiến lập.
Năm 583, vì nguyên do triều nhà Tuỳ phân hoá li gián nên hãn quốc Đột Quyết lấy mạch núi Altai làm phân giới cắt xé thành Đông Đột Quyết và Tây Đột Quyết, hãn quốc Đông Đột Quyết thống trị thảo nguyên Mông Cổ, hãn quốc Tây Đột Quyết thống trị thảo nguyên Thiên Sơn và thảo nguyên Kazakh, và lần lượt bị triều nhà Đường diệt vong vào năm 630 và năm 654.
Năm 682, hãn quốc Hậu Đột Quyết phục quốc, đến năm 745 bị hãn quốc Hồi Cốt diệt vong, Đông và Tây Đột Quyết trước sau có tổng cộng 168 năm dựng nước, từng hình thành sự uy hiếp rất lớn đối với các triều đại như Đông Nguỵ, Tây Nguỵ, Bắc Tề, Bắc Chu, nhà Tuỳ và nhà Đường.

## Lịch sử
Dòng họ đã cai trị hãn quốc này suốt nhiều năm là dòng họ Ashina (A Sử Na 阿史那). Người Đột Quyết ban đầu sinh sống ở vùng phía Tây Nam dãy Altai và chịu sự chi phối của người Nhu Nhiên (柔然 Rouran), một tộc người Mông Cổ thống trị vùng cao nguyên Mông Cổ. Vào khoảng năm 546, người Đột Quyết dưới sự lãnh đạo của Thổ Môn (Bumin) trỗi dậy chinh phục người Thiết Cách (鉄勒), một dân tộc người Turk khác và cùng với người Thiết Cách chống lại sự thống trị của người Nhu Nhiên. Sau đó, dần dần người Đột Quyết mở rộng phạm vị ảnh hưởng của mình ra toàn vùng cao nguyên Mông Cổ, liên minh với triều Sassanid diệt nước Ephtal ở vùng Bắc Iran và Trung Á ngày nay. Sử sách Trung Quốc còn ghi chép lại việc hãn quốc Đột Quyết thường vào Quan nội để cướp bóc.
Vào thời điểm hoàng kim, phạm vi thống trị của Đột Quyết trải dài từ phía Bắc Trung Quốc ngày nay tới tận biển Caspi. Đột Quyết đã có sự liên minh chặt chẽ về kinh tế và chính trị với Cao Câu Ly lúc đó chi phối Nam Mãn Châu và bán đảo Triều Tiên.
Hãn quốc Đột Quyết trở thành một quốc gia du mục của các tộc người du mục liên minh với nhau. Do có nhiều sắc tộc và do chính sách ly gián của nhà Tùy, Đột Quyết rơi vào xung đột nội bộ và chia làm Đông và Tây Đột Quyết đối kháng nhau vào khoảng năm 584 sau khi Đà Bát Khả hãn qua đời. Người Thiết Cách bắt đầu tiến hành đấu tranh giành độc lập.
Nhà Tùy đã từng gả công chúa An Nghĩa cho thủ lĩnh của Đông Đột Quyết và tạo được sự chi phối nhất định đối với Đông Đột Quyết. Nhưng sau đó Đông Đột Quyết lại ngừng triều cống, tìm cách thoát ly khỏi sự chi phối của nhà Tùy. Dưới thời Thủy Bi Khả hãn (Shibi Khagan, 609-619) và Hiệt Lợi Khả hãn (Illig Qaghan, 620-630), Đông Đột Quyết đã 33 lần tấn công Tùy-Đường. Năm 627, Đông Đột Quyết tấn công Đại Đường, tiến tới tận sông Vệ gần kinh đô Trường An.
Năm 629, quân Đại Đường và người Thiết Cách mới giành được độc lập đã liên minh với nhau tiêu diệt được Đông Đột Quyết. Năm 682, Đông Đột Quyết dưới sự lãnh đạo của Ilteriş Şad và em trai là Qapaghan Khaghan đã giành được độc lập trở lại, nhưng rồi liên tiếp mắc vào nội chiến. Tới năm 745, liên quân do người Hồi Hột (Uyghur) làm chủ lực đã tiêu diệt hoàn toàn thế lực Đông Đột Quyết.
Tây Đột Quyết thời Shekuei và Thống Diệp Hộ Khả hãn đã từng liên minh với Đế quốc Đông La Mã chống lại triều Sassanid. Năm 627, Thống Diệp Hộ đã tấn công vùng Nam Kavkaz. Năm 630, quân Tây Đột Quyết đã tấn công Armenia và dưới sự chỉ huy tài ba của Chorpan Tarkhan đã đánh bại lực lượng Ba Tư đông hơn. (Xem thêm Chiến tranh Sassanid-Tây Đột Quyết lần thứ ba)
Tây Đột Quyết cũng từng tấn công Đại Đường vào giữa thế kỷ 7. Đến năm 739 thì Tây Đột Quyết bị diệt vong.
Các vua Đột Quyết:
1. Bumin Qaghan: 551 - 552
2. Issik Qaghan: 552 - 554
3. Muqan Qaghan: 554 - 572
4. Taspar Qaghan: 572 - 581
5. Ashina Anluo: 581
6. Ishbara Qaghan: 581 - 587
7. Apa Qaghan: 581 - 587
8. Bagha Qaghan: 587 - 589
9. Tulan Qaghan (Ashina Empress): 588 - 599

Chia cắt thành Đông Đột Quyết; Tây Đột Quyết
- Đông Đột Quyết:

1. Yami Qaghan: 603 - 609
2. Shibi Khan: 611 - 619
3. Chuluo Khan: 619 - 621
4. Illig Qaghan: 620 - 630
5. Qilibi Khan: 630 - 645
6. Chebi Khan: 646 - 650
7. Ashina Nishufu
8. Ashina Funian

- Tây Đột Quyết:

1. Istami: 553 - 575
2. Tardush Qaghan: 575 - 603
3. Niri Qaghan
4. Heshana Khan: 603 - 611
5. Shekuei: 611 - 618
6. Yabghu Qaghan: 618 - 628
7. Qulipiqie Khan
8. Siyehu Khan
9. Ishbara Qaghan: 634 - 658
10. Yukuk Shad: 642 - 653
11. Bagha Shad
12. Bori Shad: ? - 630
13. Duolu Qaghan: 632 - 634

## Văn hoá

### Chữ viết ngôn ngữ
Trước giữa thế kỉ VI, trên thảo nguyên Mông Cổ và thảo nguyên Trung Á rộng lớn, vẫn đang tồn tại phân tán rất nhiều bộ lạc, nhà nước bộ tộc và nhà nước thành quách, giữa mỗi tộc không có ngôn ngữ chung, văn hoá chung, cái trọng yếu là không có mối liên hệ về phương diện kinh tế giữa hai bên. Tình huống này, là nguyên nhân chủ yếu gây chia cắt không lâu sau khi hãn quốc Đột Quyết lập quốc. Nhưng sau khi hãn quốc Đột Quyết thành lập, đem thảo nguyên Trung Á, nhà nước thành quách có 36 nhà nước Tây Vực và thảo nguyên Mông Cổ thống nhất, rồi sáng tạo chữ viết - chữ Turk - đây là cái trước giờ chưa từng có, Hung Nô và Nhu Nhiên hùng mạnh trước kia đều không có chữ viết của mình, dần dần hình thành tiếng Turk - một ngôn ngữ chung, ngữ hệ Turk này (cũng gọi là ngữ hệ Altai) xuyên ngang cả châu Á, đã bao trùm khu vực rộng lớn từ Đông Bắc Á - đại thảo nguyên Mông Cổ - hậu địa Trung Á cho đến khu vực rộng lớn của Anatolia.